# Rednitzhembach
Rednitzhembach is đô thị trong huyện Roth bang Bayern thuộc nước Đức.